# 巽飛呂彦
巽 飛呂彦（たつみ ひろひこ）は、日本の官能小説家。

## 略歴・作風
1993年、フランス書院文庫編集部に持ち込んだ原稿が認められ、『レイプ教室 狙われた英語教師』でデビュー。本来はハードなSMネタをソフトに仕上げることが出来る作家。美少女文庫ではオタクや幼児退行などもネタにする。
執筆ペースが早く、2009年にはフランス書院から7冊本を出しており、編集部曰く「信じられないペース」。そのためか編集部から2009年に出版された作品の人気投票を依頼されたが、執筆に夢中で投票の締切を忘れてしまったという。

## 作品
全てフランス書院発行。

### フランス書院文庫
- レイプ教室 狙われた英語教師（1993年7月発売（以下同）、ISBN 4-8296-0505-7）
- ハードダブルレイプ（1994年1月、ISBN 4-8296-0534-0）
- 奴隷美人課長 亜沙美二十九歳（1994年5月、ISBN 4-8296-0557-X）
- レオタード暴虐白書 夏子十九歳（1994年10月、ISBN 4-8296-0581-2）
- 奴隷美人秘書二十四歳（1995年3月、ISBN 4-8296-0611-8）
- レイプ+調教 美人上司二十五歳（1995年8月、ISBN 4-8296-0640-1）
- Shall We レイプ? 淫獄の美人姉妹（1996年2月、ISBN 4-8296-0675-4）
- 野獣教室 標的は女教師&教育実習生（1996年5月、ISBN 4-8296-0694-0）
- 横浜レイプ 聖フェリシア女子学院・魔獄の罠（1996年9月、ISBN 4-8296-0713-0）
- 青山レイプ 狙われた美人社長&清純社員（1996年12月、ISBN 4-8296-0730-0）
- 軽井沢レイプ 母娘＋女秘書・トリプル肉地獄 （1997年3月、ISBN 4-8296-0743-2）
- 赤い下着の女教師（1997年7月、ISBN 4-8296-0762-9）
- 赤い下着のスチュワーデス（1997年9月、ISBN 4-8296-0774-2）
- 赤い下着の女医（1998年1月、ISBN 4-8296-0796-3）
- 私立輪姦学園 狙われる女教師&清純女子高生（1998年3月、ISBN 4-8296-0810-2）
- 狙われた放課後 セーラー服と女教師（1998年7月、ISBN 4-8296-0832-3）
- クリスマス・レイプ（1998年11月、ISBN 4-8296-0859-5）
- バレンタイン・レイプ（1999年1月、ISBN 4-8296-0871-4）
- 姉と縄と少年 青獣の血淫（1999年8月、ISBN 4-8296-0909-5）
- 二人の令嬢・ダブル監禁（2000年1月、ISBN 4-8296-0943-5）
- Secret Lesson 英語教師・菜々子（2001年9月、ISBN 4-8296-1062-X）
- 先生と僕 初体験授業中（2002年9月、ISBN 4-8296-1134-0）
- 密会 未亡人社員・三十五歳（2003年9月、ISBN 4-8296-1222-3）
- 処女未亡人（2004年1月、ISBN 4-8296-1251-7）
- 二人の隣人・若妻と女子高生（2004年10月、ISBN 4-8296-1315-7）
- 二人の熟夫人 狂った寝室（2005年7月、ISBN 4-8296-1367-X）
- 隣りの果実 熟未亡人と娘姉妹（2005年11月、ISBN 4-8296-1390-4）
- 隣りの若奥様と熟奥様 人妻バレー教室（2006年3月、ISBN 4-8296-1415-3）
- 悪魔の取引 若妻奴隷市場（2007年1月、ISBN 978-4-8296-1479-2）
- 寝室の罪人 未亡人ママと義姉妹（2007年6月、ISBN 978-4-8296-1506-5）
- 僕と年上三姉妹 甘い同居生活（2007年9月、ISBN 978-4-8296-1525-6）
- 彼女の母・彼女の妹 僕の危ない関係（2008年3月、ISBN 978-4-8296-1560-7）
- 隷嬢の檻 三人の義妹（2008年6月、ISBN 978-4-8296-1577-5）
- 三十日個人教授 叔母といとこのお姉さんたち（2008年11月、ISBN 978-4-8296-1608-6）
- 最高の四姉妹【としごろ】（2009年3月、ISBN 978-4-8296-1631-4）
- 両隣りの年上は僕に甘い罠を仕掛ける（2009年8月、ISBN 978-4-8296-1661-1）
- 巫女四姉妹（2010年1月、ISBN 978-4-8296-1691-8）
- 故郷（いなか）女教師【四人の先生】（2010年4月、ISBN 978-4-8296-1711-3）
- 巫女母と巫女娘と僕（2010年7月、ISBN 978-4-8296-1726-7）
- 三人の押しかけ妻 借家のハーレム（2010年9月、ISBN 978-4-8296-1738-0）
- 隣人【二組の母娘】（2011年1月、ISBN 978-4-8296-1762-5）
- 人妻温泉（2011年3月、ISBN 978-4-8296-1775-5）
- 三人の熟巫女【添い寝】（2011年8月、ISBN 978-4-8296-1804-2）

### フランス書院R文庫
- 女侠客傳・お京無惨（2009年9月、ISBN 978-4-8296-6108-6）

### 美少女文庫
- あねきゅん♥ お姉様はお嬢様な三姉妹!（イラスト・みついまな、2007年12月、ISBN 978-4-8296-5832-1）
- 妹はLサイズ!（イラスト・みついまな、2008年5月、ISBN 978-4-8296-5847-5）
- 生徒会長サマは放課後M!?（イラスト・神無月ねむ、2008年10月、ISBN 978-4-8296-5861-1）
- お姉ちゃんはSサイズ!（イラスト・みついまな、2009年1月、ISBN 978-4-8296-5870-3）
- えむ×えむ! 妹と生徒会長（イラスト・白猫参謀、2009年6月、ISBN 978-4-8296-5886-4）
- 姫騎士サマは放課後M!?（イラスト・神無月ねむ、2009年12月、ISBN 978-4-8296-5907-6）
- 押しかけプリンセス ナイト＆メイド付き（イラスト・ごまさとし、2011年1月、ISBN 978-4-8296-5955-7）
- オタク系彼女! お嬢様と委員長（イラスト・神無月ねむ、2011年7月、ISBN 978-4-8296-5981-6）
- 世界でいちばんおバカな姉妹！？（イラスト・みついまな、2011年11月、ISBN 978-4-8296-5995-3）

### 美少女文庫えすかれ
- さいみん!（イラスト・ごまさとし、2009年8月、ISBN 978-4-8296-5895-6）
- どれちょ! 生徒会ドレイちょーきょー（イラスト・ごまさとし、2010年3月、ISBN 978-4-8296-5886-4）
- お姉ちゃんは3歳児!?（イラスト・ごまさとし、2010年6月、ISBN 978-4-8296-5933-5）
- 生徒会長はエロゲー好き♥（イラスト・ごまさとし、2010年10月、ISBN 978-4-8296-5949-6）
- さいみん! さいみん!!（イラスト・ごまさとし、2011年5月、ISBN 978-4-8296-5976-2）

### アンソロジー参加作品
- 姉【ANE】（フランス書院文庫ニューロマンコレクション、2003年2月、ISBN 4-8296-1174-X）
- 盗まれた人妻（フランス書院文庫アンソロジー、2010年2月、ISBN 978-4-8296-1700-7）